# Väsbymodellen
Väsbymodellen är en metod för att arbeta med ungdomar som har missbruksproblem. Den utvecklades i Upplands Väsby kommun under 1980-talet och spreds sedan vidare till andra kommuner. Metoden beskrevs av socionomerna Margareta Bankel och Ulric Hermansson i deras bok Att störa är att bry sig om (1988). Syftet var att komma in i ett tidigt skede för att bryta ett experimentmissbruk innan det hade övergått i det mer svårbehandlade beroendetillståndet. Man ville också förhindra att ungdomar som börjat med droger spred dessa vidare till kamrater och närstående. Man menade att ungdomar som började med droger hade en låg motivation att sluta de första åren av droganvändande, och att det behövdes ett yttre tryck och kontroll för att ungdomen skulle vidmakthålla sin drogfrihet. Kännetecknande för Väsbymodellen var att man utbildade upptäckargrupper samt hade en tydlig åtgärdskedja efter att droganvändandet var upptäckt. De viktigaste upptäckarna var de som hade en relation till ungdomarna och som de träffade regelbundet: föräldrar, skolpersonal, fritids- och föreningsledare, kamrater. Möjligheten till drogtestning sågs som väsentlig, dock skulle detta inte ske slentrianmässigt, individuella bedömningar behövde göras. Den personliga integriteten skulle värnas, men inte till priset av fortsatt missbruk med allvarliga risker för både ungdomen själv och andra.
Narkotikaforskaren Ted Goldberg (1993) kritiserade Bankel & Hermansson ur ett stämplingsteoretiskt perspektiv. Goldberg betonade istället möjligheten att "vinna ungdomarnas förtroende eller försöka bygga upp en relation grundad på ömsesidig tillit".